# Společnost pro studium sekt a nových náboženských směrů
Společnost pro studium sekt a nových náboženských směrů (SSSNNS) je české občanské sdružení, které se zabývá studiem sekt a nových náboženských směrů. Předsedou sdružení je Jitka Schlichtsová, dále v ní aktivně působí např. Zdeněk Vojtíšek, Aleš Opatrný či Prokop Remeš. Již od svého vzniku pořádá semináře a poradnu pro veřejnost. Vydává časopis Dingir, který vychází ve stejnojmenném nakladatelství. Šéfredaktorem časopisu je Zdeněk Vojtíšek.
Členská základna sdružení (méně než 20 členů) pochází z akademického prostředí. A ačkoliv má velice blízko ke křesťanskému pohledu na svět (Zdeněk Vojtíšek je bývalý ředitel křesťanského nakladatelství Oliva, Prokop Remeš je pracovník pastorační terapie v psychiatrické léčebně v Praze, Tomáš Novotný přednáší na Husitské teologické fakultě Univerzity Karlovy, Aleš Opatrný je římskokatolickým knězem atd.), používají ve svých materiálech takřka výhradně argumentaci typickou pro sekulárně orientovanou opozici.
Představitelé společnosti mají své odborné zázemí v prostředí religionistiky, psychiatrie, psychologie a teologie.
Religionisté z okolí Dušana Lužného, Zdeněk R. Nešpor pokládají Společnost vzhledem k jejímu působení za antikultovní hnutí.

## Historie sdružení
Sdružení vzniklo v roce 1993 transformací z organizace Exodos (Ekumenická společnost pro studium sekt a nových náboženských hnutí) za účelem shromažďování informací o nových náboženských hnutích působících nejen v České republice.
V době registrace občanského sdružení ministerstvem vnitra dne 16. 7. 1993 byli jeho členy „především odborníci, popřípadě studenti, zabývající se problematikou nových náboženských směrů“. Předsedou sdružení byl Tomáš Novotný, místopředsedou Prokop Remeš, mluvčím Zdeněk Vojtíšek.
V roce 1999 popisuje povahu sdružení Dušan Lužný takto: „Představitelé (sdružení) jsou velmi často mediálně vytíženi“ a „fakticky vytvářejí obraz sekt na veřejnosti. (…) Ostrost náboženského konfliktu a obraz nových náboženských hnutí, který je v široké veřejnosti vytvářen, lze poměrně dobře rekonstruovat již jen z názvů knih a novinových článků.“

## Aktivity
Společnost od 90. let 20. století pořádá semináře a konference. Nejdříve byly uzavřené pouze pro členy, ale později se staly veřejnými. Publikační činnost se kromě vydávání čtvrtletníku Dingir týká i několika informativních publikací. Společnost taktéž nabízí badatelům přístup do své knihovny a části svého archivu.

## Kritika
Společnost pro studium sekt a nových náboženských směrů bývá religionisty z okruhu Dušana Lužného řazena k antikultovním hnutím.
Podle Milana Fujdy je významnou charakteristikou společnosti, stejně jako v případě jiných antikultovních hnutí, veřejná činnost: „Bojuje proti šíření věr a praktik, které vnímají jako neortodoxní, úchylné a nebezpečné“. Zdeněk R. Nešpor ve své práci Jaká víra? pro Sociologický ústav Akademie věd České republiky uvedl publikaci Zdeňka Vojtíška a Tomáše Novotného Základní orientace v nových náboženských hnutích z roku 1994 jako „úhel pohledu antikultovních hnutí, kdy se vědecká deskripce fenoménu nebezpečně mísí s jeho teologickým hodnocením“ a hodnotí ho jako „problematický diskurs“, který je navíc „organizačně zaštítěn v podobě pražské Společnosti pro studium sekt a nových náboženských hnutí a jejího časopisu Dingir“. Ve své bakalářské práci uvádí Andrea Beláňová že rozbor publikací členů SSSaNNS hypotézu o anti-kultovní diskurzivitě společnosti potvrzuje a prokazuje, že snahou SSSaNNS je popsání nových náboženských hnutí jako problematických a ne zcela legitimních skupin.

## Významní členové sdružení
- Ivan Štampach
- Zdeněk Vojtíšek
- Aleš Opatrný
- Prokop Remeš
- Tomáš Novotný